# Jackie Gleason
Herbert John "Jackie" Gleason (Bushwick, Nueva York, 26 de febrero de 1916-Fort Lauderdale, Florida, 24 de junio de 1987) fue un comediante y actor estadounidense de ascendencia irlandesa.
Gleeson fue una de las estrellas más populares de los primeros años de la televisión estadounidenses en la década de 1950, y fue conocido por su interpretación tanto de papeles humorísticos como dramáticos. En todo caso, su mayor legado es una comedia visual y verbalmente descarada, en la que sobresale su interpretación del personaje del conductor de autobús Ralph Kramden en la comedia televisiva The Honeymooners.

## Biografía

### Primeros años
Nacido en el 364 de Chauncey Street, en Buskwick, Brooklyn, Gleason y su hermano (que murió cuando él aún era joven) fueron abandonados por su padre y educados por una cariñosa aunque atormentada madre, que también falleció cuando él contaba diecinueve años.
Sus padres, oriundos del condado irlandés de Cork, se llamaban Maisie Murphy (dependienta del metro) y Herb Gleason (auditor de seguros). En sus relatos, Jackie solía adelantar la fecha de la muerte de su madre en tres años; pero el biógrafo William A. Henry III (un crítico televisivo de toda la vida) documentó la tendencia de Gleason a exagerar y a oscurecer su complicada niñez. 
Asistió a la escuela elemental en Brooklyn y más adelante también estudió, sin llegar a graduarse, en los institutos de secundaria  John Adams de Queens y Bushwick de Brooklyn. 
Su primer reconocimiento como artista de entretenimiento llegó en el Broadway, cuando apareció en Follow the Girls. En la década de 1940, se vio a Gleason en películas tales como aquella con la leyenda del swing Glenn Miller y su orquesta. Gleason también apareció en Orchestra Wives tocando el bajo y en Navy Blues (apareció en los créditos como Jackie C. Gleason), que protagonizaron Ann Sheridan y Martha Raye.
Pero Gleason, a quien Orson Welles en cierta ocasión denominó "El Grande" no causó una fuerte impresión en Hollywood en un principio. Al mismo tiempo desarrolló con cierto éxito una actuación en un club nocturno y que incluía tanto comedia como música. También llegó a ser conocido por los rumores de que organizaba fiestas nocturnas, flanqueado por atractivas mujeres en su suite de hotel. "Cualquiera que conociera a Jackie Gleason en los cuarenta" escribió el historiador de la CBS Robert Metz, "te contaría que El Hombre Gordo nunca haría eso. Sus colegas de Lindy's le veían gastar dinero tan rápidamente como absorbía el alcohol". Metz también mencionó la leyenda de que Gleason contrató una noche una orquesta entera sólo para hacerle compañía. Henry ha escrito que Gleason tenía una paradójica reputación ya entonces: un hombre que podía ser excesivamente generoso en un momento y excesivamente cruel al siguiente.

### Entrada en televisión
La primera gran aparición de Gleason llegó en 1949, cuando fue a parar al papel del brusco pero sensible trabajador de avión Chester A. Riley para la primera versión televisiva del éxito de radio The life of Riley. (William Bendix había interpretado el papel en radio, pero fue no pudo asumir el papel en televisión debido a compromisos en películas). El programa recibió audiencias modestas aunque críticas positivas, pero Gleason, según Metz, dejó el programa pensando que podía hacer cosas mejores. (The Life of Riley finalmente llegó a ser un éxito televisivo a principios de los 50 con William Bendix en el papel que popularizó en radio). Por aquel entonces, la actuación de Gleason en el club captaba la atención en el entorno de la ciudad de Nueva York y la pequeña cadena DuMont Television Network.

### "And awa-a-aay we go!"
Gleason fue contratado para ocupar la hora de variedades Cavalcade of Stars de la DuMont en 1950, nivelando entretenimiento ostentoso y su versatilidad cómica. Estructuró el espectáculo con números de baile fugaces, desarrolló personajes que refinaría a lo largo de la década, y llegó a tener tanta relevancia que la CBS le tentó hasta ganarlo para su cadena en 1952.
Se renombró el programa como The Jackie Gleason Show y Gleason pronto tuvo el segundo programa más visto de la televisión del país. Amplió el programa con números de baile iniciales, a continuación de los cuales recitaba un monólogo. Entonces, acompañado por "una pequeña música viajera", se dirigía hacia los bastidores, aplaudiendo con las manos al revés y gritando "And awa-a-aay we go!" ("¡Y a-aaa-allá vamos!"). La frase llegó a ser una de sus marcas y un latiguillo nacional.
Gleason, en la vida real, era un bebedor empedernido ("algo de bebida para olvidar, algo de bebida para recordarme, bebo para ser embolsado", dijo a un entrevistador años después), pero una vez habló sobre una charla de seis horas con Richard Nixon en la que ambos bebieron whisky escocés. Al final de la tarde, Gleason dijo que apenas podía salir de la habitación mientras que Nixon caminaba "tan firme como un soldado".

### Un disturbio por rutina: comienza The Honeymooners
Su personaje más popular con diferencia fue el gritón conductor de autobús Ralph Kramden, que vivía con su áspera pero tierna esposa, Alice Kramden, en un apartamento de dos habitaciones en Brooklyn, un piso justo debajo su mejor amigo, el descerebrado trabajador de las cloacas de Nueva York Ed Norton ("La primera vez que hice el examen para las cloacas suspendí, ¡ni siquiera podía flotar!") y su igualmente áspera esposa, Trixie. Norton fue representado desde el principio por Art Carney.
Posiblemente inspirada en otro éxito de radio, The Bickersons, y ampliamente teñida por la dura infancia de Gleason en Brooklyn ("Cada vecindario en Brooklyn tiene su Ralph Kramdens", dijo años después), aquellas escenas llegaron a ser conocidas como The Honeymooners, y se centraban en torno a los incesantes planes para hacerse rico en poco tiempo de Ralph, las tensiones entre sus ambiciones y la denodada ayuda y consuelo de Norton, y el inevitable choque ("Uno de estos días... uno de estos días...", "¡Zas, en toda la boca!", "Te traeré el mundo mañana, Alice", "¡Vas a ir a la luna!") cuando la sensata Alice intentaba traer de vuelta de las nubes la cabeza de su marido.
Las sketches de The Honeymooners se hicieron tan populares que Gleason se la jugó convirtiéndolos en una serie completamente independiente en 1955. Esos son los así llamados treinta y nueve episodios clásicos, aunque se convirtieron en clásicos sólo años después de ser emitidos ya que el programa no obtuvo buenas cifras de audiencia. Pero fueron filmados con un nuevo proceso DuMont, la Electronicam, que permitía almacenar la televisión en vivo en cintas de gran calidad. Esto resultó ser el la mejor baza a favor de la serie: diez años después de que se emitieran, la reposición de Honeymooners se ganó una leal y creciente audiencia que hizo que lo que un día fuera un éxito de audiencia se convirtiera en un icono de la televisión. Tanto es así que hoy una estatua a tamaño natural de Jackie Gleason con el uniforme completo de conductor de autobús se encuentra en el exterior de la terminal de autobús Port Authority en Nueva York.

### El Gleason dramático
Gleason tuvo un lado dramático que el patetismo cómico de Poor Soul a menudo dejaba entrever. Se ganó elogios por interpretaciones en The laugh maker en los Studio Uno de la CBS.
La actuación de Gleason no se limita a papeles cómicos. Se había ganado también la aclamación por actuaciones en directo en dramas televisivos, com en  (1953) en los estudios uno de la CBS, o también la película de William Saroyan The Time of Your Life (1958), que apareció en un episodio de Playhouse 90.
Fue nominado para el Premio al Mejor actor de reparto por su interpretación de Minnesota Fats en The Hustler (1961). En su aparición en The Tonight Show en 1985, Gleason dijo a Johnny Carson que había jugado al pool con frecuencia desde la infancia (de ahí la utilización de esas experiencias en The Hustler). También fue bien recibido como un atribulado boxeador gerente en la versión de la película de Rod Serling Réquiem por un campeón (1962). Gleason también interpretó el papel de sargento del ejército cansado del mundo en Soldier in the Rain (1963).
Él escribió, produjo y protagonizó Gigot (1962), un fracaso de taquilla en la que interpreta a un conserje pobre y mudo que acaba haciéndose amigo y rescatador de una prostituta y su hija pequeña. El guion de la película fue la base para la película de televisión The Wool Cap (2004), protagonizada por William H. Macy en el papel del portero mudo, la película de televisión recibió críticas bastante buenas.
Más de una década pasó antes de que Gleason tuviese éxito en otra película. Este papel fue el cómico y la maldición del alguacil de Texas Buford T. Justice en las películas Smokey and the Bandit (1977), Smokey and the Bandit II (1980) y Smokey and the Bandit la Parte 3 (1983). Fue co-protagonista junto a Burt Reynolds como bandido, Sally Field como Carrie (enamorada del bandido) y Jerry Reed como Cledus (muñeco de nieve).
Años más tarde, cuando Reynolds fue entrevistado por Larry King, Reynolds dijo que aceptó hacer la película sólo si contrataba a Jackie Gleason para interpretar el papel de Sheriff de Justicia (el nombre de un verdadero policía de carreteras de Florida, que conocía en la realidad el padre de Reynolds). La entrevista también reveló que el director Hal Needham Gleason dio vía libre para improvisar una gran parte de su diálogo y hacer sugerencias para la película. Reynolds y Needham sabían que el talento cómico de Gleason contribuiría a que la película sea un éxito, y la caracterización de Gleason de como Sheriff de Justicia fue muy aplaudida.
Durante la década de 1980, Gleason obtuvo críticas positivas, e hizo una memorable interpretación de rico hombre de negocios de EE.UU. Bates en la comedia The Toy (1982) frente a Richard Pryor. Aunque la película en sí fue muy criticada, las actuaciones de Gleason y Pryor fueron elogiadas. El talento cómico y la actuación de Gleason son la razón por Orson Welles le apodaba "El Grande".

### La luna del miel aún no había terminado
Gleason realizó 2 programas especiales de "El show de Jackie Gleason" para la CBS después de terminado su programa regular de los 70s, en los que incluyó segmentos de "Los Honeymooners" y un sketch de "Reginald Van Gleason III" en el que el social millonario fue presentado como un cínico alcohólico. Cuando su contrato con la CBS terminó, Gleason firmó con la NBC, pero muchos proyectos no se realizaron hasta que hizo varios programas especiales de "Los honeymooners" para la ABC. Esa vez reunió al elenco original de los 39 episodios clásicos de 1955-56 (Los 39 clásicos), después del homenaje televisivo (american roast) que les hiciera Dean Martin a Gleason y Audrey Meadows. Los 4 del elenco hicieron 4 capítulos a mediados de los 70s. Gleason y Art Carney también hicieron una película para la televisión, Izzy and Moe, que la CBS difundió en 1985. Después de décadas de recibir salario de estrella y Carney de actor de apoyo. Gleason se resistió a la igualación de salarios pero finalmente cedió.  
En 1985, tres décadas después de que el Classic 39 comenzara a filmar, Gleason reveló que había conservado cuidadosamente los cinescopios de sus programas en vivo de la década de 1950 en una bóveda para su uso futuro, incluyendo bocetos de Honeymooners con Pert Kelton como Alice. Estos "Episodios Perdidos", como llegaron a ser llamados, fueron inicialmente previsualizados en el Museo de Televisión y Radio en la ciudad de Nueva York, luego se emitieron por primera vez en la cadena de cable Showtime en 1985 y más tarde fueron sindicados a las estaciones de televisión locales. Algunos de ellos incluyen versiones anteriores y posiblemente más vivas y frescas de exactamente las mismas tramas posteriormente copiadas para los episodios de Classic 39. Uno de ellos, un episodio navideño duplicado varios años más tarde con Audrey Meadows como Alice, entregó a cada uno de los personajes más conocidos de Gleason: Ralph Kramden, el Pobre Alma, Reginald Van Gleason, Joe el Bartender-dentro y fuera del apartamento De Kramden, la historia que se engancha alrededor de una fiesta de Navidad salvaje que se lanza a la cuadra del edificio de los Kramdens por Reginald Van Gleason.

### Muerte
Nothing in Common resultó ser el último papel de Gleason en una película; estaba luchando contra un cáncer de colon y un cáncer hepático incluso mientras trabajaba en la película. Fue hospitalizado en 1986-87 pero se dio de alta a sí mismo y murió silenciosamente a la edad de 71 años en su casa de Inverrary. El mismo año, Miami Beach honró sus contribuciones a la ciudad y su turismo renombrando el Miami Beach Auditorium, en el que realizó su programa televisivo una vez que viajó a Florida como el Teatro Jackie Gleason de artes escénicas. Jackie Gleason está enterrado en un mausoleo al aire libre en el Cementerio Católico de Nuestra Señora de la Misericordia en Miami, Florida. Bajo las gráciles columnas, en la base, aparece la inscripción "And Away We Go".

## Homenajes
El 30 de junio de 1988, el garaje de autobuses de Sunset Park en Brooklyn fue renombrada como Jackie Gleason Bus Depot en honor a su célebre paisano (Ralph Kramden trabajaba para la ficticia Gotham Bus Company). En agosto de 2000, en Nueva York, el canal de televisión por cable TV land dedicó una estatua a Gleason caracterizado como Ralph con su uniforme de conductor de autobuses. La estatua se encuentra entre la calle cuarenta y la octava avenida, a la entrada de la terminal de autobuses. La estatua aparecía brevemente en la película World Trade Center. Una estatua similar se alza en el Hall of Fame de la academia de las artes y ciencias de la televisión en Noth Hollywood, California, mostrando a Gleason en su famosa pose de "And awa-a-ay we go!".
En el puente de Brooklyn, las señales que indican que se está entrando en Brooklyn, tienen la frase de Gleason "How Sweet It Is!" como parte de la propia señal.
Cerca de su casa de Inverrary (Florida) se ha llamado 'Jackie Gleason Park' a un parque municipal con pistas deportivas y zonas de juego.
Un telefilme llamado Gleason fue emitido por la CBS el 13 de octubre de 2002, profundizando en la vida de Gleason; se mostraba la turbulenta y poco conocida vida privada de Gleason. Tuvo dos hijas con su primera esposa (una de ellas, Linda, es la madre del actor Jason Patric); se divorciaron y Gleason pasó por un breve segundo matrimonio antes de unirse felizmente a su tercera esposa, Marilyn, hermana de June Taylor. La película enseñaba también escenas tras bambalinas de sus trabajos más conocidos. Brad Garrett de Todo el mundo quiere a Raymond, interpretó a Gleason (previamente Mark Addy tuvo que abandonar) y la estatura de Garret creó algunos problemas logísticos en los escenarios, que tenían que ser especialmente diseñados de forma que Garrett no sobresaliera sobre el resto.
En 2003, después de una ausencia de más de 30 años, en color, versiones musicales de The Honeymooners de los años 60 en el Jackie Gleason Show en Miami Beach volvieron a emitirse en televisión por Good Life tv (ahora American Life TV) canal de cable. En 2005, una adaptación para largometraje apareció en los cines, con un twist-a fundamentalmente por un reparto Afroamericano, encabezado por Cedric the Entertainer. (Hubo información hace pocos años acerca de que el co-protagonista de Roseanne, John Goodman le gustaría interpretar el rol en la película The Honeymooners interpretando a Ralph, pero esos planes jamás se materializaron). En esta versión, mientras, solo había una semejanza con el auténtico Gleason de la serie original y fue duramente criticada por los críticos.
Gleason fue referenciado en algunos episodios de Padre de familia, su aparición más destacada en esta serie fue en el episodio The Fat Guy Strangler.

## Gleason y los OVNI
Gleason estaba muy interesado en informes de objetos voladores no identificados, e incluso tuvo una casa construida con la silueta de uno de ellos.  Durante los 50, fue un invitado habitual de las veladas de radio dedicadas a fenómenos paranormales dirigidas por John Nebel, y escribió la introducción a la Biografía de Nebel escrita por Donald Bain. Al igual que Nebel, Gleason generalmente se mostraba como un escéptico curioso, según el respetado investigador de OVNI Jerome Clark.
"Jackie Gleason fue en efecto un aficionado a los OVNI. Era también un entusiasta de los fenómenos psíquicos. Su puntos de vista, aunque simpáticos, eran también testarudos, y no era un entusiasta crédulo"
Según el ufólogo Timothy Good (en sus libros Alien Liaison y Alien Contact), después de la muerte de Gleason su mujer informó de que un día en 1973 Gleason había llegado a casa extremadamente alterado. Gleason también declaró al News Extra que el presidente Nixon, habitual compañero de bebida, le condujo un día a unas instalaciones secretas de la Fuerza Aérea en Homestead (Florida), donde se guardaban cadáveres de alienígenas.

## TV
- Mr. Halpern and Mr. Johnson (1983)
- Izzy and Moe (1985)

## Filmografía
- Navy Blues (1941)
- Steel Against the Sky (1941)
- All Through the Night (1942)
- Lady Gangster (1942)
- Tramp, Tramp, Tramp (1942)
- Larceny, Inc. (1942)
- Escape from Crime (1942)
- Orchestra Wives (1942)
- Springtime in the Rockies (1942)
- The Desert Hawk (1950)
- The Hustler (1961)
- Gigot (1962) (also writer)
- Requiem for a Heavyweight (1962)
- Papa's Delicate Condition (1963)
- Soldier in the Rain (1963)
- Skidoo (1968)
- How to Commit Marriage (1969)
- Don't Drink the Water (1969)
- How Do I Love Thee? (1970)
- Mr. Billion (1977)
- Dos pícaros con suerte/Los caraduras (Smokey and the Bandit) (1977)
- Smokey and the Bandit II (1980)
- The Toy (1982)
- The Sting II (1983)
- Smokey and the Bandit Part 3 (1983)
- Nothing in Common (1986)

## Teatro
- Keep Off the Grass (1940)
- Artists and Models (1943)
- Follow the Girls (1944)
- Along Fifth Avenue (1949)
- Take Me Along (1959)

## Álbumes
- Music for Lovers Only (1953)
- Music, Martinis and Memories (1954)
- Lover's Rhapsody (1955)
- Music to Make You Misty (1955)
- Tawny (1955)
- And Awaaay We Go! (1955)
- Romantic Jazz (1955)
- Music to Remember Her (1955)
- Lonesome Echo (1955)
- Music to Change Her Mind (1956)
- Night Winds (1956)
- Merry Christmas (1956)
- Music for the Love Hours (1957)
- Velvet Brass (1957)
- How Sweet it is for Lovers. (World Record Club label).(1966)
- White Christmas (Pickwick/Capitol label) (1960s)

## Premios y distinciones
Premios Óscar
| Año  | Categoría              | Película    | Resultado |
| ---- | ---------------------- | ----------- | --------- |
| 1962 | Mejor actor de reparto | The Hustler | Nominado  |